# WWF WrestleMania (jeu vidéo, 1989)
Pour les articles homonymes, voir WWF WrestleMania.
WWF WrestleMania est un jeu vidéo de catch développé par Rare et édité par Acclaim commercialisé sur la Nintendo Entertainment System (NES) en 1989 aux États-Unis et en Europe. Il s'agit du tout premier jeu vidéo de catch sur console à exploiter une licence officielle de la World Wrestling Federation (WWF, aujourd'hui WWE).  Bien que le jeu utilise le slogan "Bigger, Badder, Better" de WrestleMania III, sa commercialisation se rapproche plutôt durant la période de WrestleMania V.
WWF WrestleMania s'est avéré décevant, même pour les moyens techniques limités de l'époque, surtout si on le comparait à Pro Wrestling, qui bien que ne mettant pas en scène des superstars du catch existantes, se voulait beaucoup plus amusant et mieux réalisé.
WWF WrestleMania, tout comme Pro Wrestling, a servi d'inspiration pour Wrestle Jam, le jeu NES fictif du film The Wrestler.

## Système de jeu
Le jeu se composait d'un roster de six catcheurs : Hulk Hogan, André The Giant, Macho Man Randy Savage, The Honky Tonk Man, Bam Bam Bigelow et Million Dollar Man Ted Dibiase
Les prises et les coups étaient limités : coup de poing, coup de pied, projection et coup de coude, ce dernier servant à se défendre lorsque le joueur faisait dos à l'adversaire (sauf Bam Bam Bigelow qui faisait la roue à la place de donner un coup de coude)
Les modes de jeu étaient réduits : exhibition, qui consistait à choisir un catcheur à contrôler ainsi qu'un autre à affronter. Ce mode pouvait se jouer seul (un catcheur contrôlé par le joueur et l'autre par l'ordinateur) ou à deux (chacun contrôlant un catcheur) ; et challenge, qui se jouait uniquement en mode "un joueur", ce mode se résumait à choisir un des six catcheurs, puis d'affronter les cinq autres. Si le joueur parvenait au terme de la série des cinq catcheurs, il devenait champion du monde de la WWF et la ceinture apparaissait à l'écran.
Finalement, WWF WrestleMania présentait une durée de vie particulièrement courte, étant donné que même le plus novice des joueurs pouvait arriver à la fin du jeu en moins de deux heures.
Également, l'action se déroulait dans un ring vu de "3/4" (seuls trois côtés étaient donc visibles à l'écran) et "flottant" sur un écran noir sans aucun autre décor.